# Замок Ассос
Замок Ассос  (грецька: Κάστρο της Άσσου)  або фортеця Ассос — замок, побудований венеційцями наприкінці XVI століття, розташований на висоті 170 метрів поруч з рибальським селом Ассос на острові Кефалонія, Греція. Замок розташований на скелях маленького півострова з метою кращого захисту острова від піратів і військово-морських набігів османів.

## Історія
Після того як венеційці у 1500 році захопили острів вони мали розширювали та зміцнювали розташований на острові  замок Святого Георгія. Однак у 1584 році дворяни послали делегацію до керівництва Венеційської республіки та просили створити новий замок, оскільки існуючого замку Святого Георгія було недостатньо для ефективної оборони острова від Османської імперії та піратських набігів. Будівництво розпочалося в 1593 році під наглядом Амвросія Корнелія та інженера Маріноса Джентілініса і тривало три роки. Поступово венеційська військова адміністраці була перенесена із замку Святого Георгія до нового замку.
В замку завжди був невеликий гарнізон, оскільки вороги завжди могли позбавити захисників замку підвозу продовольства та води, природного джерела якої на півострові немає і це змушувало накопичувати її запаси у великих цистернах. Також були спроби викопати колодязь. Місцеве населення неохоче селилось поруч, хоча метою венеційців було створення сильного «міста-фортеці» з постійним населенням. У замку була столиця північної Кефалонії. Після того як у 1684 венеційці відвоювали в османів острів Лефкаду, розташований північніше замок втратив своє стратегічне значення, піратські та османські набіги значно скоротилися, а венеційці заснували нову столицю —  Аргостоліон. Однак венеційський проведитор розташовувався в Ассосі до падіння Венеційської республіки  у 1797 році. В 1797-1799 роках замком володіли французькі війська.
У 1822 році близько 1700 біженців приїхали з грецького дему Сулі, щоб жити в фортеці Ассос. Після приєднання Іонічної республіки до Греції в 1864 році в замку залишилось невелика кількість жителів. Далі замком до початку XX століття управляли військові, проте вона не мала суттєвого військового значення.
Наприкінці 1920-х років у замку було створено в'язницю, в якій з кінця Другої світової війни розміщувались політичні в'язні, які вирощували виноград та зернові. Після землетрусу 1953 року в'язницю закрили. Останні шість мешканців замку, які займались там сільським господарством, остаточно виїхали в 1963 році.
В замку народився грецький авантюрист XVII століття Константинос Геракіс, який згодом став прем'єр-міністром Сіаму.

## Архітектура
Оборонний мур  фортеці мав загальну довжину 2000 метрів, укріплений п'ятьма вежами, а сама фортеця займає площу 440 000 квадратних метрів. В замку були склади продовольства та боєприпасів, а його стіни постійно удосконалювались. Стіни замку розташовані по периметру півострова на якому він розташований. Спочатку замок мав чотири входи, два з яких збереглося, один з яких — головний арочний вхід в фортецю.
В замку розташовано руїни католицької церкви Святого Марка (1604 р.), "Французької церкви", яку так названо, оскільки її використовували французи під час завоювання замку, будинка Верховного комісара республіки, будівлі в'язниці, казарми, православної церкви Пророка Іллі, побудованої в 1880 році на руїнах старої церкви. Загалом в фортеці було  200 будинків та 65 громадських будівель.

## Фотогалерея

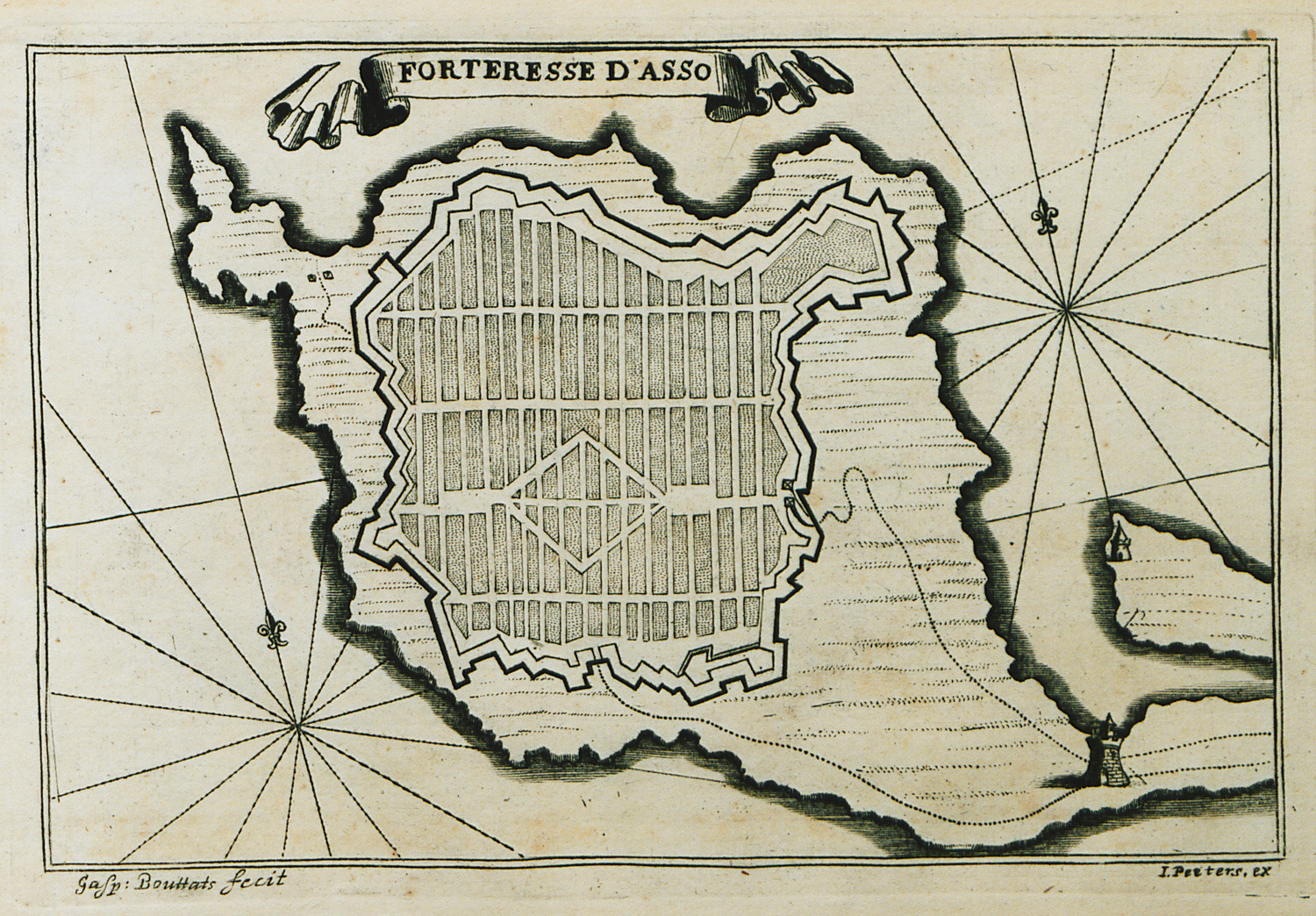
План фортеці 1690 р.
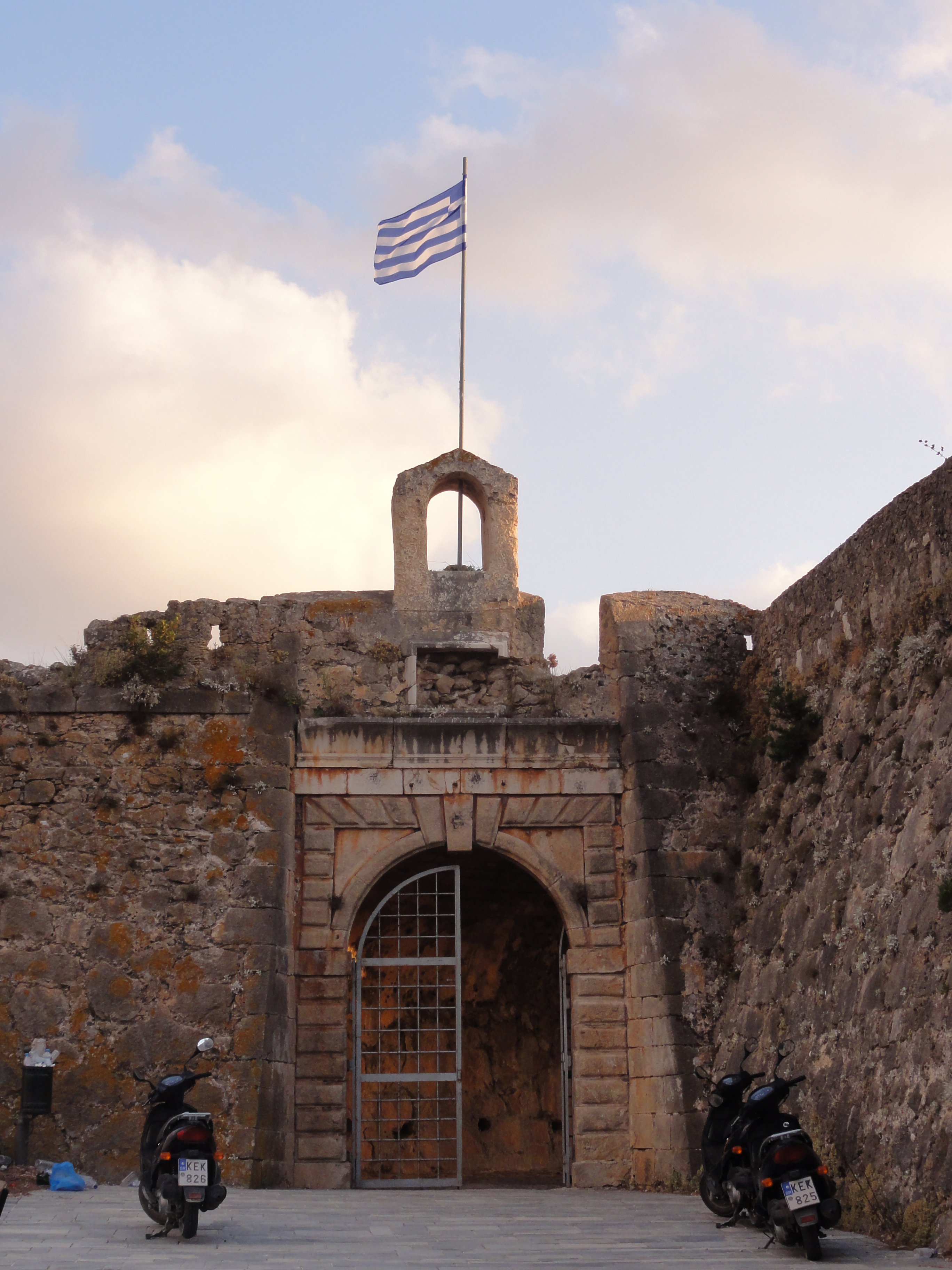
Вхід в замок
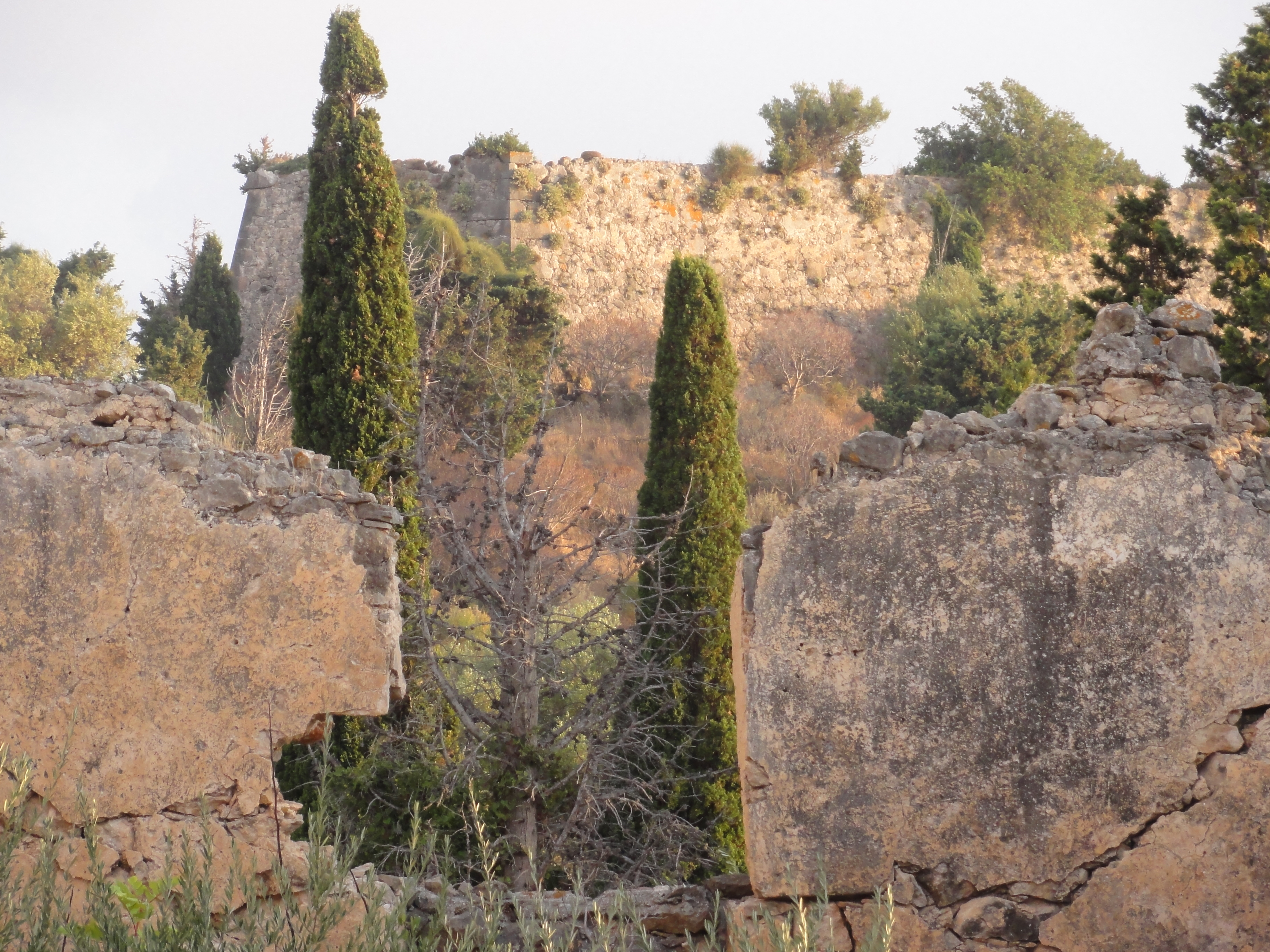
Стіни замку
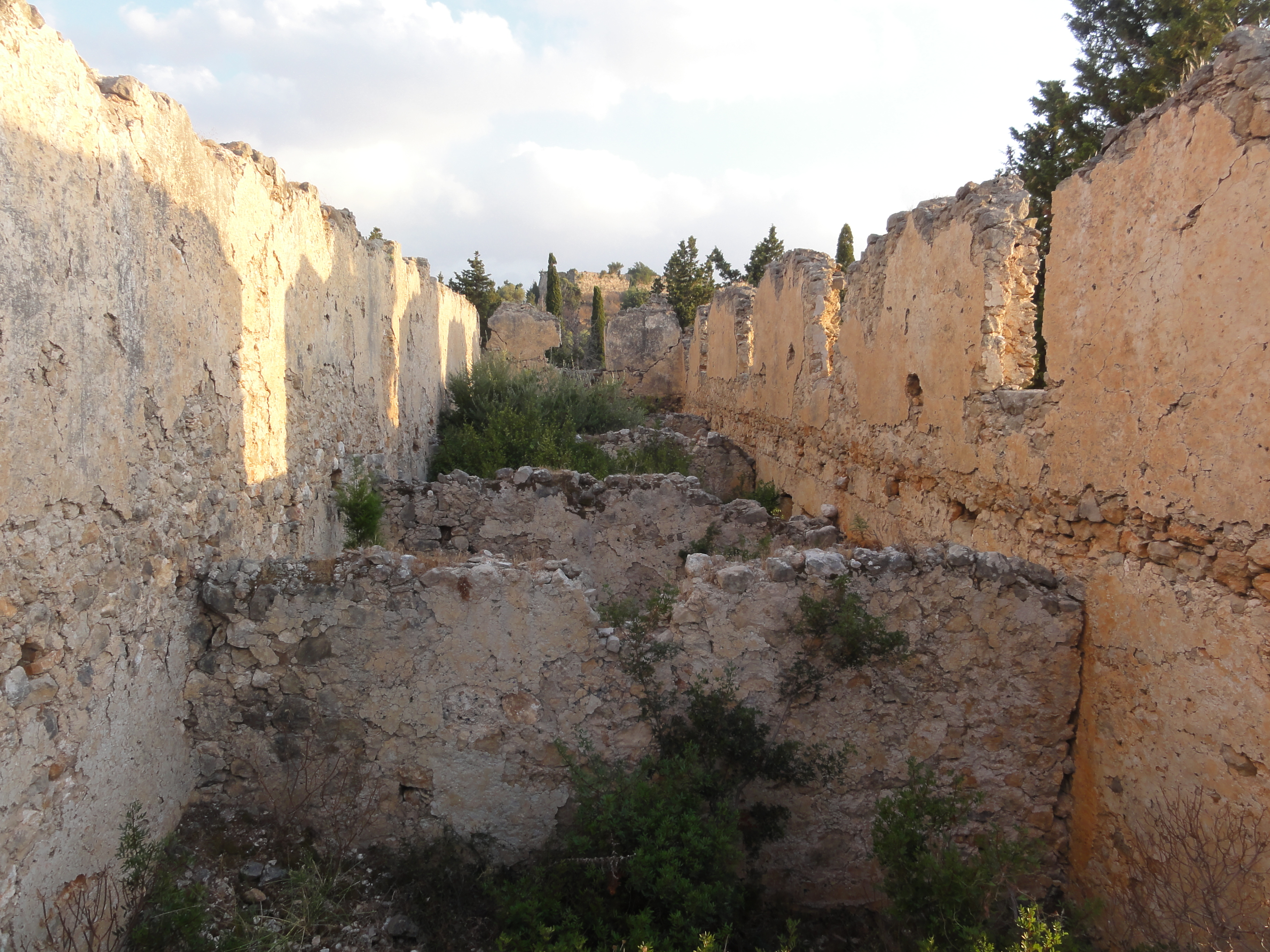
Залишки будівель
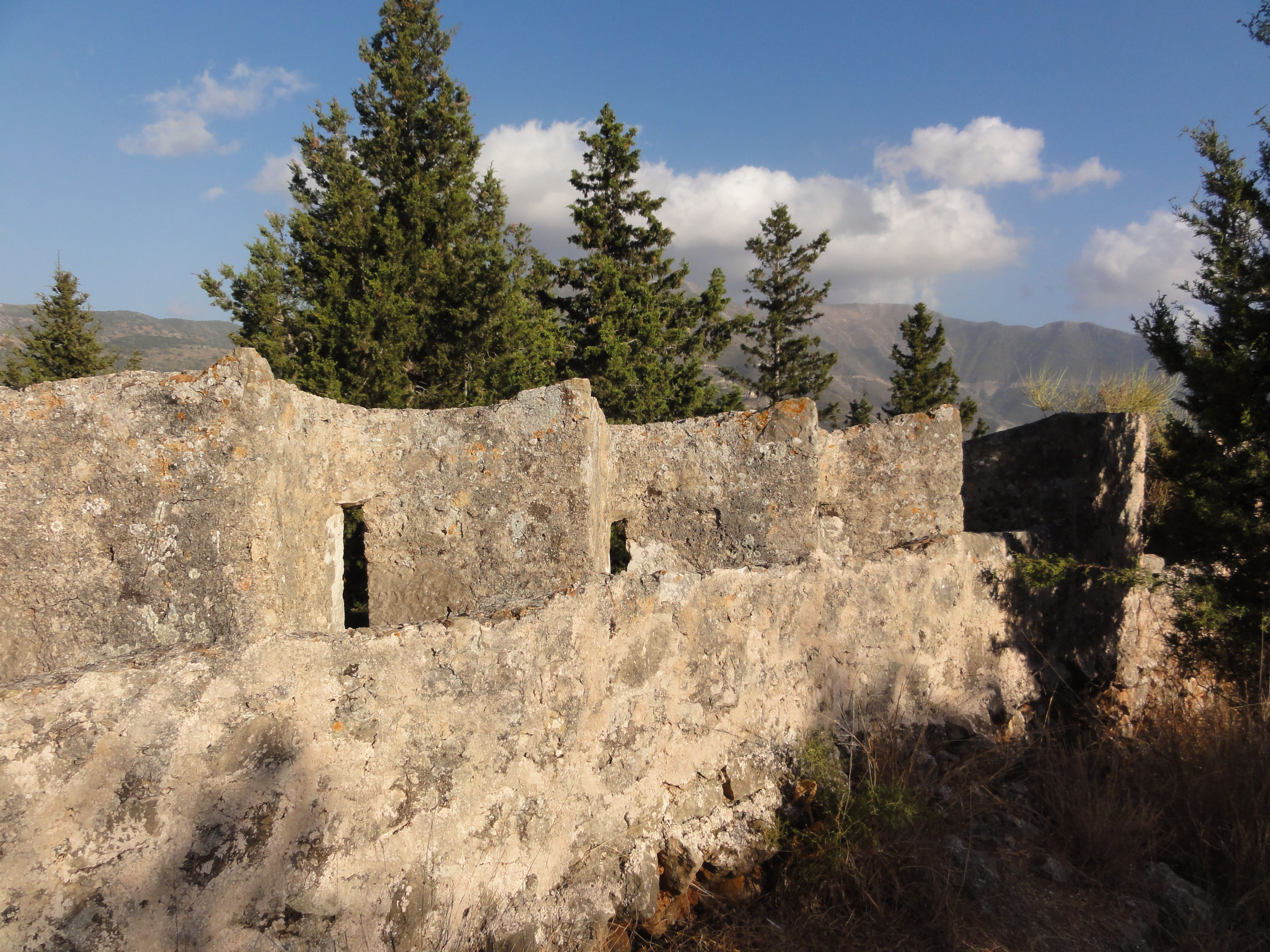
Оборонні стіни

## Див також
- Замок Святого Георгія (Кефалонія)
- Ассос